# Alfonso Fraile
Alfonso Fraile (Marchena, Sevilla, 24 de enero de 1930 - Madrid, 23 de enero de 1988) fue un pintor español considerado como uno de los mayores exponentes de la Nueva Figuración española.

## Biografía

### Primeros años
Nació en Marchena (Sevilla) el 24 de enero de 1930. En sus primeros años viajóa Madrid donde cursó el bachillerato y comenzó a estudiar Arquitectura, pero terminó dejándolo para estudiar pintura. Cursó sus estudios en la escuela superior de la Real Academia de las Bellas Artes de San Fernando de Madrid, obteniendo el título de Profesor de Dibujo en el año 1956 otorgado por el Ministerio de Educación Nacional.

### Evolución profesional
Inició su trayectoria profesional realizando los murales de la Iglesia de San Ignacio de Torrelodones de Madrid y posteriormente los de la Iglesia de San Claudio de León. Expuso por primera vez en la Sala Abril de Madrid en 1957, y dos años después en la Galería Biosca de Madrid, que en aquel momento dirigía Juana Mordó.
En 1961 realizó, en la Galería Dyckson de Washington, su primera exposición individual en Estados Unidos. En 1962 recibió el Premio Nacional de Pintura, otorgado por la Dirección General de Bellas Artes y en el año 1963 el Premio de la Crítica del Ateneo de Madrid. Participó en el grupo Nuevo Espacialismo junto con Julio Martín-Caro, Ángel Medina y José Vento entre 1963 y 1966, realizando diversas exposiciones en los Estados Unidos agrupados por la Galería Bique de Madrid. Recibió también la Primera Medalla de Dibujo en la Exposición Nacional de Bellas Artes en el año 1966, el Premio y Beca de la Fundación Juan March en el año 1968 y el Gran Premio de Dibujo en la II Bienal Internacional del Deporte en las Bellas Artes en 1969. En esos mismos años también realizó pinturas, murales, esculturas y artes decorativas para la Galería Rafael García de Madrid.
Entre 1970 y 1975 expuso en la Galería Kreisler de Madrid y hasta mediados de los ochenta en la Galería Theo de Madrid y Valencia.

### Últimos años y reconocimientos
En el año 1983 recibió el Premio Nacional de Artes Plásticas del Ministerio de Cultura, y realiza su primera exposición retrospectiva en el Museo Español de Arte Contemporáneo en Madrid en el año 1985. Presentó sus últimas obras en la Galería Soledad Lorenzo en 1986.

### Fallecimiento
Murió en Madrid el 23 de enero de 1988.

## Obra
La obra de Alfonso Fraile evoluciona desde un inicial postcubismo hacia la abstracción, realizando una pintura a base de grandes manchas de color situada en el informalismo pero manteniendo una estructura formal de origen cubista.
A principios de los años sesenta se integra en el grupo "Nuevo Espacialismo" junto a José Vento, Ángel Medina y Julio Martín-Caro. Este grupo propugnaba una síntesis entre el informalismo y la figuración, es decir, una técnica pictórica automática con cierta voluntad representativa. Su interés por el espacio continúa  intentando establecer una teoría pictórica de la relatividad entre éste y las formas.
Durante la década de los setenta, el estilo maduro de Fraile se caracteriza por una figuración expresionista con un carácter caricaturesco muy marcado a través del manejo del color y del espacio. Es en éste donde sitúa personajes grotescos como ejemplos de una ficción humana moderna descarnada y crítica. Primero lo hace en composiciones de varias figuras en secuencias de compleja disposición espacial y después en forma de retratos aislados, con un grafismo muy personal cargado de rasgos satíricos e irónicos. Así, se convierte en uno de los máximos representantes de la corriente Nueva Figuración.
A partir de este momento coinciden en la obra de Fraile las influencias del surrealismo, las del informalismo pop, así como las de la tradición cómico-sarcástica de la pintura española de grandes maestros del pasado.
En los años ochenta su pintura se hace más expresiva y mordaz convirtiéndose la representación del cuerpo en el elemento principal de su obra. En sus últimas obras, el artista muestra la soledad humana a través de un acusado patetismo y de una broma siempre turbadora, un estudio contemporáneo sobre el retrato.

## Premios
- Premio Nacional de Pintura (1962)[14]

- Premio de la Crítica del Ateneo de Madrid (1963)[2][7]

- Segunda Medalla de Dibujo en la Exposición Nacional de Bellas Artes (1964)[14]

- Primera Medalla de Dibujo en la Exposición Nacional de Bellas Artes (1966)[14]

- Premio y Beca Fundación Juan March (1968)[15]

- Primer premio de dibujo (“Olímpicos”) en la II Bienal Internacional del Deporte en las Bellas Artes (1969)[8]

- Primera Medalla en la Exposición Nacional de Bellas Artes (1970)

- Premio Nacional de Artes Plásticas "Por sus recientes indagaciones que recrean e intensifican sus recursos expresivos dentro de la figuración, especialmente relevantes en el ámbito del dibujo" (1983)[10]

## Exposiciones individuales (selección)
- 1957 Sala Abril (Madrid).[5]

- 1959 Galería Biosca (Madrid).[6]

- 1961 Dyckson Gallery (Washington).

- 1963 Sala del Prado del Ateneo de Madrid.[16][17]

- 1966 Sala de Exposiciones de la Dirección General de Bellas Artes (Madrid).[18]

- 1970 Galería Kreisler (Madrid).

- 1974 Galería Kreisler Dos (Madrid).

- 1977 Galería Theo (Madrid y Valencia).[19][20]

- 1978 Galería Theo (Barcelona); Galería Beyeler (Basilea);[21] Galería Naviglio (Milán y Venecia). Alfonso Fraile, pitture e disegni.

- 1980 Galería Theo (Valencia); Círculo de Bellas Artes (Santa Cruz de Tenerife).

- 1982 Galería Theo (Barcelona y Madrid).[22][23]

- 1983 Galería Theo (Madrid). Alfonso Fraile 1982-1983.[24]

- 1984 Sala El Monte (Sevilla);[25] Sala Posada del Potro (Córdoba); Galería Miguel Marcos (Zaragoza)

- 1985 Galería Soledad Lorenzo (Madrid);[26] Museo Español de Arte Contemporáneo (Madrid) Alfonso Fraile, obra 1976-1985.[27][28]

- 1988 Galería Theo (Barcelona).[29]

- 1994 Museo Juan Barjola (Gijón).[30]

- 1995 Caja Rural de Huesca (Zaragoza).[31]

- 1998 Museo Nacional Centro de Arte Reina Sofía (Madrid). Alfonso Fraile, Obra 1960-1987.;[32][14][33] Galería Caja Negra (Madrid).

- 1999 Galería Rafael García (Madrid).

## Exposiciones colectivas (selección)
- 1959 Antiguo Hospital de la Santa Cruz (Barcelona). III Salón de Mayo.; Palacio Foz (Lisboa). XX Años de Pintura Española Contemporánea.[34]

- 1961 IV Salón Internacional del Grabado (Liubliana); III Bienal de París[35]

- 1963 V Bienal de Alejandría.; Sala del Prado, Ateneo de Madrid.[36]

- 1964 Sala de Exposiciones de la Dirección General de Bellas Artes (Madrid). Cuatro Pintores. Fraile, Martín-Caro, Medina, Vento.;[37] Roma. Mostra di Pittura, Scultura ed Incisione ; Pabellón de España de la Feria Mundial de Nueva York 1964-1965. Artistas Españoles Contemporáneos.

- 1965 Munson Gallery (New Haven, Connecticut) / Rouge Gallery (Medford, Oregón) / Santa Barbara Museum of Art (Santa Barbara, California) / University of Nevada (Reno) / Larsin Gallery (Washington). New Spanish Spatialism.

- 1966 Museum of Modern Art of Johannesburg (Sudáfrica); Museum of Modern Art of Pretoria (Sudáfrica)

- 1967 Städishe Kunstgalerie Bochum (Alemania). Spanishe Kunst Heute.

- 1968 Kunsthalle Nürenberg (Alemania). Spanische Kunst der Gegenwart.

- 1969 Bienal de Sao Paulo (Brasil)[38]

- 1970 Galería Kreisler (Italia). XXXV Bienal de Venecia.[39]

- 1973 Copenhague. Nutidig Spansk Kunst.

- 1974 Sao Paulo (Brasil). Actualidade Espanhola das Artes Plasticas.

- 1976 Galería Theo (Madrid). Gran Formato.[40]

- 1977 Galería Theo (Madrid). Vanguardia Española, 1900-1977.

- 1979 Galería Theo (Madrid). Pequeño Formato Internacional.

- 1980 Museo de Bellas Artes de Caracas (Venezuela). De Picasso a nuestros días. Vanguardia Española.; Museo de Arte Carrillo Gil (Ciudad de México) / Museo de Monterrey. Vanguardia Española siglo XX.

- 1981 Palacio Sollerich (Palma de Mallorca) / Casa Colón (Las Palmas de Gran Canaria) / Círculo de Bellas Artes (Santa Cruz de Tenerife) / Galería Theo (Madrid). El surrealismo y su evolución.[41]

- 1982 Museo de Bellas Artes (Bilbao). Pintores de Andalucía.; Museo de Arte Contemporáneo (Madrid). Pintores andaluces.

- 1983 Galería Theo (Madrid). 15 Años de Galería Theo.[42]

- 1984 Congreso de los Diputados (Madrid). Arte Español en el Congreso.; Dortmund / Basilea / Bonn. Spanisches Kaleidoskop.

- 1985 Chase Manhattan Bank (New York) / Banco Exterior de España (Madrid). Arte Contemporáneo Español.

- 1986 Museo Español de Arte Contemporáneo (Madrid). Obra Gráfica de los Premios Nacionales de Artes Plásticas 1980-1985.; Fundación Calouste Gulbenkian (Lisboa). Arte Contemporáneo Español.

- 1987 Musée d’Art Moderne de la Ville (París). Cinque Siècles d'Art Espagnol. L’Imagination Nouvelle: Les Années 70-80.; Museo Español de Arte Contemporáneo (Madrid). VII Salón de los 16.

- 1988 Museo Nacional Centro de Arte Reina Sofía (Madrid). Colección Amigos del Centro de Arte Reina Sofía.

- 1989 Museo de Arte Contemporáneo (Sevilla) / Hospital Real (Granada). Andalucía. Arte de una década.

- 1991 Centro de Arte Contemporáneo, Palacio de Sástago (Zaragoza). Arte en España. 1920-1980.

- 1993-94 Convento de Santa Inés (Sevilla). Pintura española Contemporánea 1950-1990 en la Colección Argentaria. / Casa das Artes (Vigo) / La Lonja (Zaragoza); Centro Atlántico de Arte Moderno (Las Palmas). Latitud de la mirada: modos de coleccionar.

- 1995 Fundación Central Hispano (Madrid). Figuraciones españolas del siglo XX en la Colección del Central Hispano.

- 1996-97 Fundación ICO (Madrid). Pintura española contemporánea.; Caja Vital-Kutxa (Vitoria). La memoria de un sueño, Colección Azcona. / Palacio del Almudí (Murcia) / Palacio Municipal Kiosko-Alfonso (La Coruña) / Museu de Ourense / Centro Cultural Caixa Vigo

- 1999 Fundación Antonio Pérez (Cuenca). Obra gráfica de la Galería Rayuela.; Centro Cultural Conde Duque (Madrid). Colección Municipal de Arte Contemporáneo. Pintura y escultura.

- 2000 Centro Cultural El Monte (Sevilla). Obra en papel en la Colección El Monte

- 2002 Centro Andaluz de Arte Contemporáneo, Monasterio de la Cartuja de Santa María de las Cuevas (Sevilla). Andalucía y la Modernidad. Del Equipo 57 a la Generación de los 70

- 2004 Centro Cultural de la Villa (Madrid). Fragmentos: Arte del XX al XXI.

- 2008 Círculo de Bellas Artes (Comunidad de Madrid). Lenguajes de papel. Colección Circa XX - Pilar Citoler.

- 2009 Palacio de la Diputación (Córdoba). Modernstarts - Arte contemporáneo en la colección Circa XX - Pilar Citoler.; Espai Metropolità d’Art de Torrent (EMAT) (Valencia). Figuración y nueva escultura española en las Colecciones ICO.

- 2011 Museo Colecciones ICO (Madrid). Libres para pintar. Pintores en las colecciones ICO.

- 2015 Palacio Real (Madrid). Arte contemporáneo en Palacio. Pintura y escultura en las Colecciones Reales.

- 2017 Centro Cultural de las Claras, Fundación Caja Murcia (Murcia). Libertad Creativa. Los años 80 en las colecciones del ICO.; Cuestiones personales. Colección Soledad Lorenzo, Museo Nacional Centro de Arte Reina Sofía, Madrid[43]

- 2018 Museo Pasión (Valladolid). Libertad Creativa. Los años 80 en las colecciones del ICO